# Жарки (озеро)
Жарки — озеро на юго-западе Тверской области, расположенное на территории Жарковского района. Принадлежит бассейну Западной Двины.
Расположено в 21 километре к северо-западу от посёлка Жарковский. Лежит на высоте 168,2 метра над уровнем моря. Длина озера 1,7 километра, ширина до 1 километра. Площадь водной поверхности — 1,1 км². Протяжённость береговой линии — 4,2 км.
Через озеро протекает река Туросна (впадает в восточную часть, вытекает из западной), приток Велесы. В северо-восточную часть озера впадает также маленький ручей Чёрный. На северном берегу озера расположены деревни Данилино и Новый Двор.